# 노란 리본 운동 (세월호)

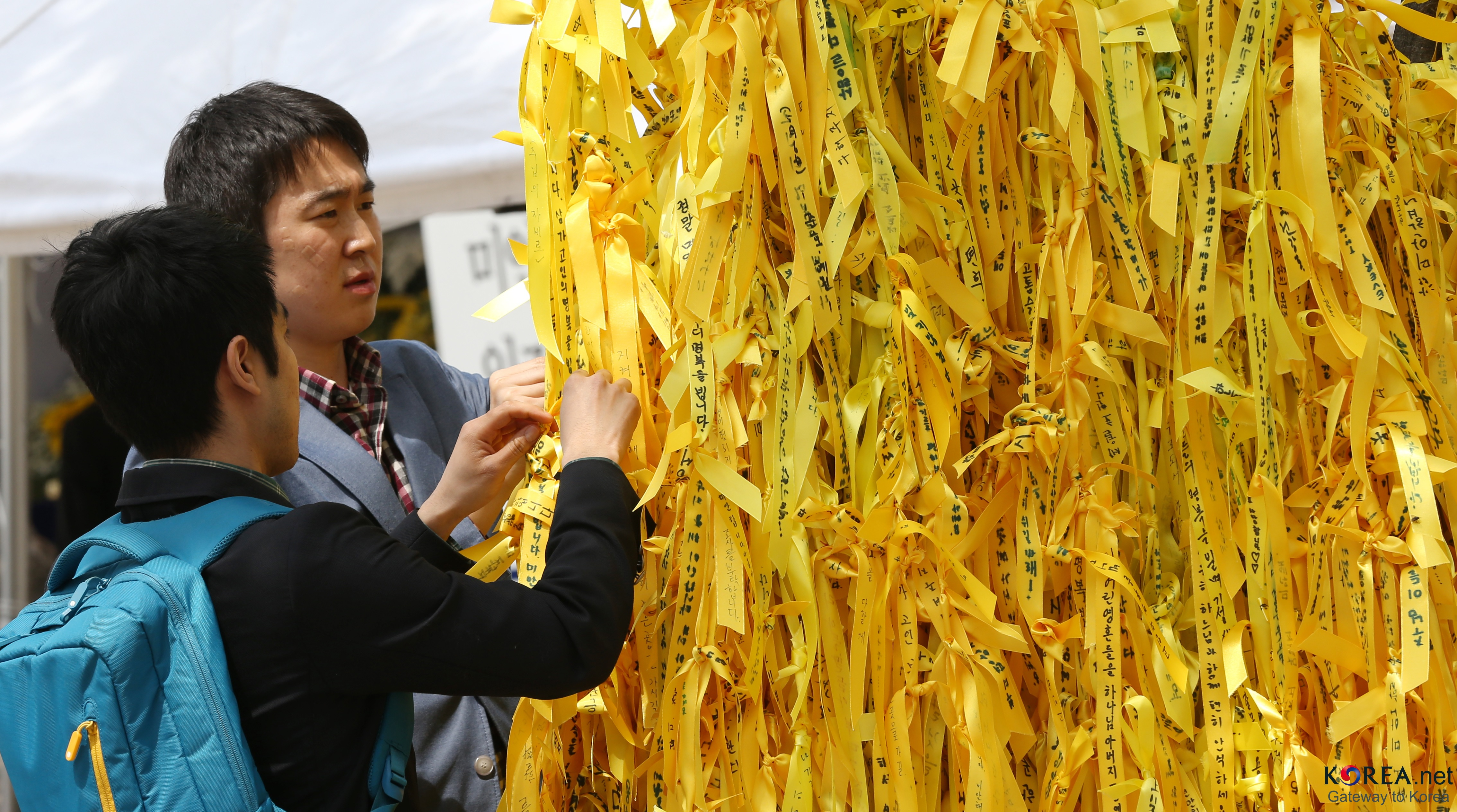
2014년 당시 서울광장에서 노란 리본을 달고 있는 두 명의 사람

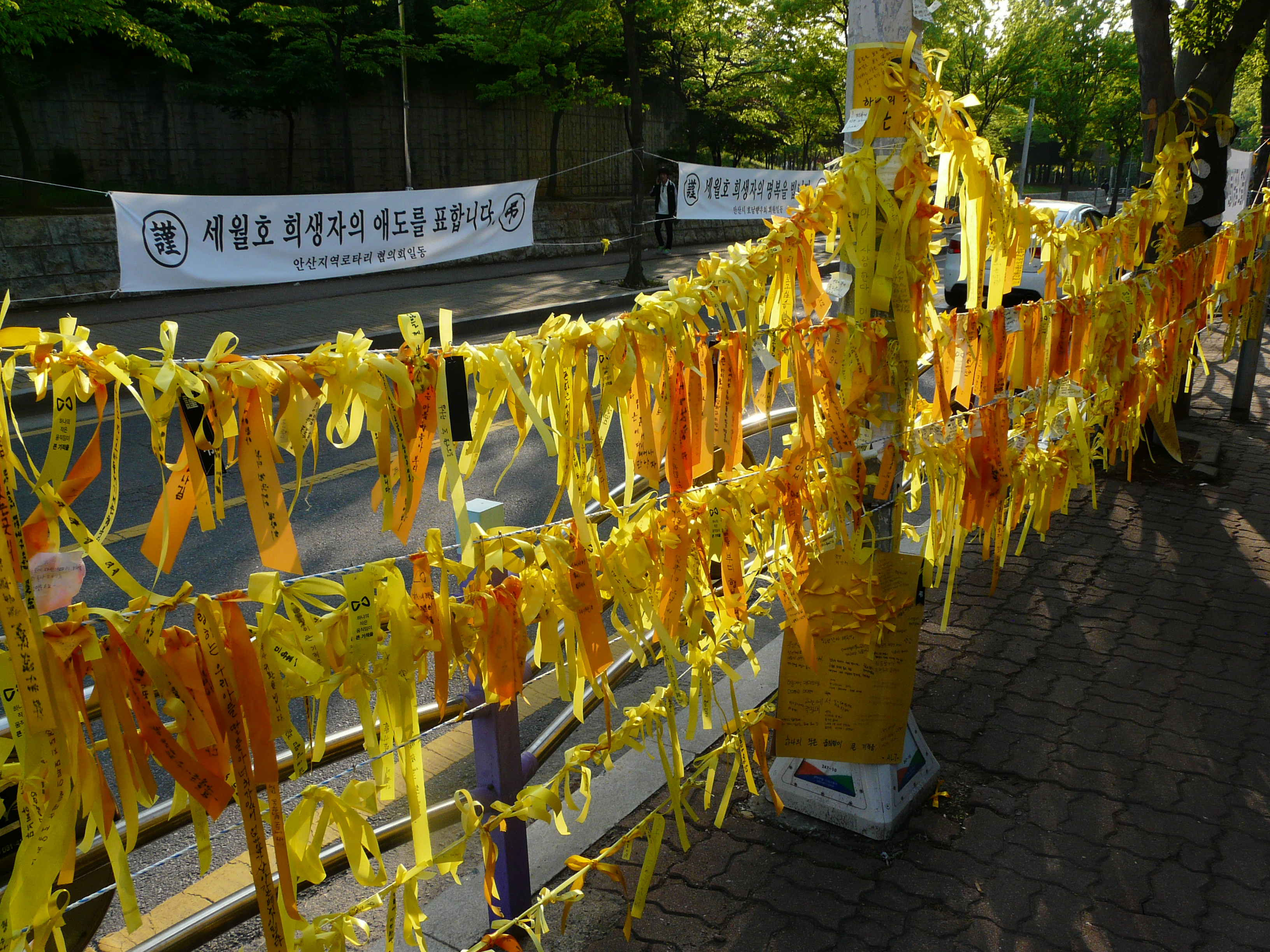
세월호 사고를 추모하는 노란 리본

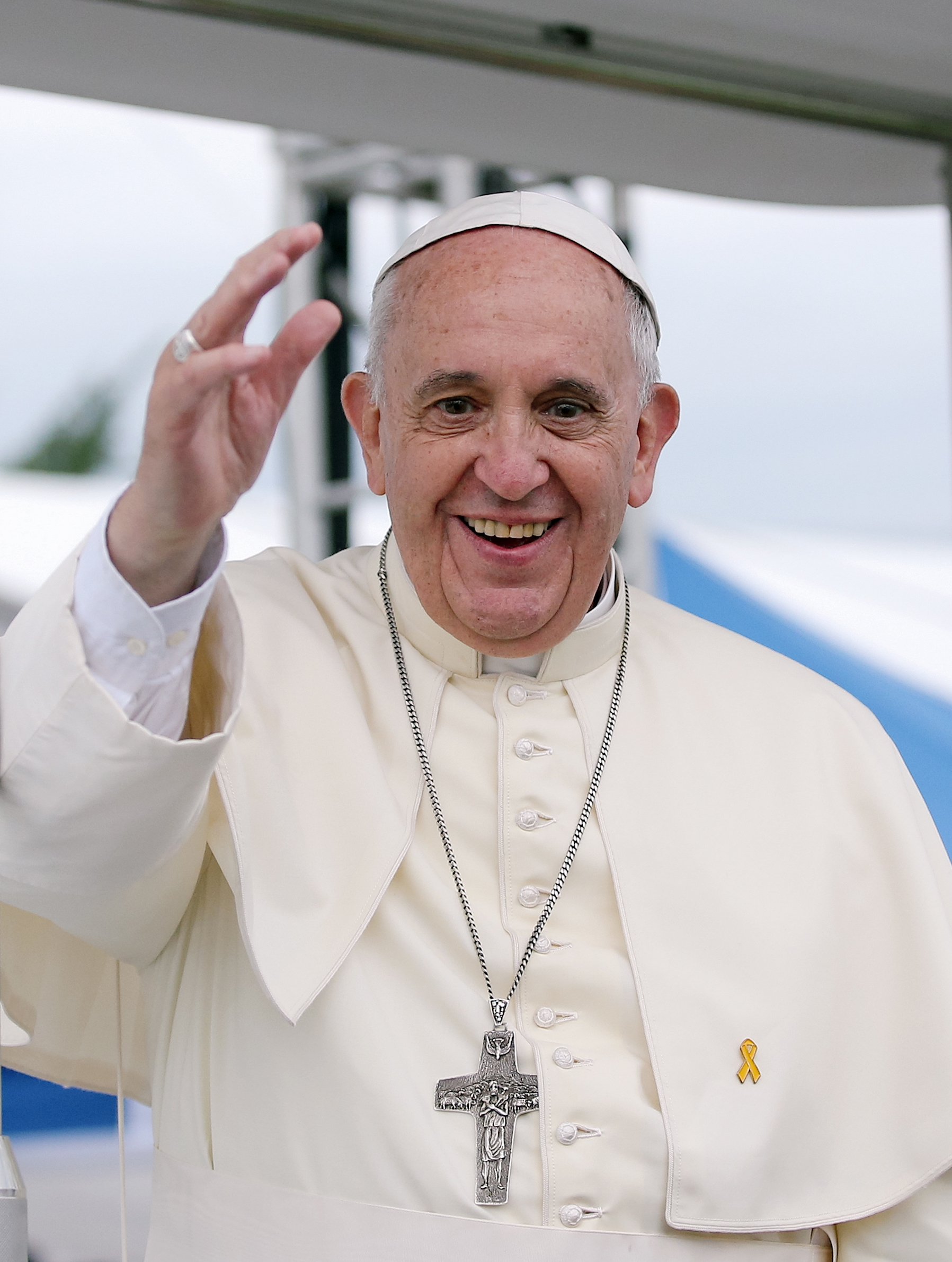
2014년 방한 당시 노란 리본을 단 교황 프란치스코

노란 리본 운동은 세월호 침몰 사고의 실종자들이 돌아오기를 바라는 의미에서 벌어진 운동이다. 직접 노란 리본을 매거나, 카카오톡, 페이스북 등의 프로필 사진을 노란 리본 이미지로 교체하는 등으로 참여한다. 구호는 "하나의 작은 움직임이 큰 기적을"이었다.

## 배경

### 노란 리본
노란 리본은 이전부터 귀환을 바라는 상징으로 이용되었다. 시초는 미국에서 감옥에 갇힌 남편이 돌아오길 바라는 아내가 집 앞에 노란 리본을 건 Tie a Yellow Ribbon Round the Ole Oak Tree이며, 1987년 피랍된 동진호 선원의 딸이 아버지의 무사귀환을 바라며 경기도 파주시 임진각 근처 소나무에 노란 손수건 400장을 내걸기도 했다. 세월호 침몰 이후 대학 동아리 ALT는 그들의 무사 귀환을 바라는 의미에서 최초로 카카오톡용 노란 리본 이미지를 디자인하였다.
리본의 모양은 세월호 좌초 시 레이다에 잡힌 비정상적 거동을 형상화한 것이다.

### 세월호 침몰 사고
2014년 4월 16일 인천항에서 제주항으로 가던 청해진해운 소속 세월호가 전라남도 진도군 관매도 연안에서 침몰하여 단원고등학교 2학년 학생들과 교사들을 비롯한 476명이 사망, 실종되거나 구조되었다. 당시 단원고등학교 2학년 학생들은 현장체험학습(수학여행)으로 4월 16일에서 18일까지 2박 3일 동안 제주도 일원에서 자연유산을 관람하고 18일 오후 4시에 귀가할 예정이었다.

## 참여
ALT 회원은 JTBC 인터뷰에서 "이렇게 커질 줄은 우리도 생각 못했다"고 심정을 밝혔다.
일부에서는 'R=VD' (Realization=Vivid dream)라는 메시지를 올리는 식으로 참여하였다.
이 노란 리본 캠페인은 4월 25일 CNN에서도 보도되었다.
노란 리본 캠페인은 처음에는 온라인에서만 진행되다 이후 오프라인으로 번졌다.

### 오프라인
4월 19일, 전남 드래곤즈의 서포터즈는 무사 귀환을 바라는 노란 리본을 관중석에 매달았다.
김황식 전 총리는 웃는 표정의 선거 유세 포스터를 내리고 대신 노란 리본을 넣었다.
4월 22일 안산의 한 슈퍼마켓과 광주의 상무고등학교에서도 노란 리본이 걸렸다.
롯데 자이언츠 구단은 같은 날 목동 야구장에서 넥센 히어로즈와의 경기를 앞두고 유니폼에 노란 리본을 부착했고
전북 현대 모터스의 서포터도 여기에 참여하였다.
LA다저스는 4월 23일 세월호 침몰 사고에 대해 애도하는 묵념 시간을 두고, 전광판으로 노란 리본 캠페인을 알렸다.
4월 25일 이영애는 홍콩서 열린 주얼리 행사에서 내내 노란 리본을 달고 있었다.
4월 26일 유키스는 후쿠오카 야후 오크돔에서 세월호 침몰 사건과 함께 노란 리본 캠페인을 알렸다.
4월 27일 그것이 알고 싶다 세월호 편에서 김상중은 노란 리본을 달고 방송했다.
같은 날 코니 탤벗은  서울 한남동 블루스퀘어에서 열린 '코니와 친구들의 행복한 콘서트'에서 노란 리본을 달고, 노란색 티셔츠를 입는 것으로 세월호 사고의 희생자를 추모하였다.
4월 29일 KBO는 5월 3일 경기부터 선수들 헬멧에 노란리본 패치를 붙이고 경기하기로 결정하였다.
4월 30일 이승기는 너희들은 포위됐다 제작발표회에서 노란리본을 달고 나왔다.
같은 날 손태영도 중국 CCTV 영화 채널 백합상 시상식에서 이 캠페인에 참여했다.
4월 28일 은퇴 메달 기념 행사에 이어
5월 6일 김연아는 올댓스케이트 2014 기자회견장에서 세린 본, 박소연, 데니스 텐, 스테판 랑비엘, 데이비드 윌슨과 함께 노란 리본을 달고 등장했다.
5월 8일 홍명보는 축구 국가대표 엔트리를 발표하는 자리에서 노란 리본을 달고 나왔다 .
5월 14일 박지성은 한쪽 가슴에 노란 리본을 달고 은퇴 기자회견에 참석하였다.
같은 날 좋은 아침에서는 노란리본달기 캠페인을 준비하는 윤승호, 김미화 부부를 방송하였다.
꽃할배 수사대,
역린
닥터 이방인
경주
의 제작진 및 배우도 이 캠페인에 참여하였다.
시민들은 자발적으로 서울광장, 청계천, 종로구 청운효자동, 마포구 망원동·동교동, 동대문구 전농동 등에서 노란 리본 캠페인을 진행하였다. 서울 뿐만 아니라 전국적으로도 퍼졌다
4월 23일에는 중부대학교 교직원이 노란 리본 캠페인에 동참했다.
4월 24일 광주 상무고등학교, 조선대학교 등 광주 지역 학교도 참여했다.
4월 28일에는 미국 LA 총영사관 앞에서 대학생 50명이 추모 행사를 한 뒤 나무에 노란 리본을 매달았다.
5월 2일 주세혁은 2014 도쿄세계탁구선수권 경기에서 노란 리본을 달고 출전했다.
5월 3일 악동뮤지션은 세번째 타이틀곡 GIVE LOVE의 뮤직비디오에 노란 리본을 그려넣었다.
5월 6일 무한도전은 방송에 앞서 멤버 전원이 검은 양복에 노란 리본을 달고 세월호 희생자를 애도하였다
5월 7일 청주흥덕초등학교는 노란 리본을 달기 캠페인을 열어 세월호 희생자를 애도하였다
5월 10일 유희열은 유희열의 스케치북에서 세월호 희생자들을 위한 추모곡 '엄마의 바다'를 공개함으로써 이 캠페인에 참여했다.
5월 25일 6주만에 방영된 개그콘서트에서는 오프닝에는 출연 개그맨들이 모두 검은 양복에 노란 리본을 달고 등장했다.
6월 3일 열린 부산 모터쇼에서는 레이싱걸들이 정숙한 옷차림에 노란 리본을 달고 나왔다.

### 온라인
4월 22일부터는 대학 동아리 ALT가 만든 노란 리본 프로필 사진을 카카오톡이나 페이스북, 트위터에 사용하는 캠페인이 시민들 사이에서 일어났다.

## 논란
한때 노란 리본 이미지에 저작권이 있다는 루머가 돌았으나 ALT측은 즉시 반박하며, 더 많이 사용해 줄 것을 부탁했다.
한편 일베저장소에서는 이미지를 'ㅇㅂ'라는 일베 마크로 비틀거나 '노알라' 이미지를 합성한 가짜 노란 리본을 올려 본의를 훼손한다는 비판을 받았다.
인터넷에서는 한 때 노란 리본이 '무속에서 저승으로 가는 나비를 뜻한다'는 루머가 돌기도 했다.
5월 5일 공화당 창당준비위원회는 노란 리본이 노사모의 상징이고 "불순한 세력이 뒤에서 조문객들에게 정체불명의 노란리본을 달도록 부추기고 있다"며 '검정리본달기 캠페인'을 진행한다고 주장해 논란이 일었다.